# أورثو-تولويدين
أورثو-تولويدين هو مركب كيميائي عضوي له الصيغة الكيميائية C7H9N، ويكون على شكل سائل عديم اللون إلى أصفر؛ وهو أحد ثلاث متصاوغات بنيوية لمركب التولويدين بالإضافة إلى ميتا-تولويدين وبارا-تولويدين.

## التحضير
تحضر متصاوغان التولويدين بشكل عام من تفاعل اختزال عضوي لمركب نترو التولوين بوجود حفاز من الحديد وحمض الخليك وحمض الهيدروكلوريك (اختزال بيشامب). كما يمكن أن تتم العملية بتفاعل هدرجة على حفاز من نيكل راني.

## الخواص
يوجد أورثو-تولويدين في الشروط القياسية على شكل سائل عديم اللون إلى أصفر، وهو ضعيف الانحلالية في الماء.

## الاستخدامات
تستخدم مركبات التولويدين في صناعة الأصبغة وفي تحضير المبيدات الحشرية.